# Жълтопоп
Жълтопоп е село в Южна България. То се намира в община Гурково, област Стара Загора.

## География
Село Жълтопоп се намира в планински район.

## История
Старото име на селото е Червени попове и до днес местните хора го наричат така. Предполага се, че е свързано с възникването и разпространението на богомилското учение, защото богомилските старейшини са носели червени дрехи..
Във вестник „Искра“ в брой 35 от 12 юни 1934 г. пише: „В Казанлъшко, в подножието на Стара планина, има едно селце, което до неотдавна носеше името Червени попове, наречено така, понеже някога там е имало голямо училище за подготовка на богомилски свещенослужители...... То е разположено до „Иванковата пътека“..., по която навремето е минал Иванко от Южна България на път за столнината Търновград да завземе там властта“. Преименуването става през 1934 г..
Чудомир, писателят и краевед, който е родом от този край – село Турия, Казанлъшко, също коментира легендата за гроба на богомила.

## Културни и природни забележителности
В селото се намира гробът на „Червения поп“, за когото има местна легенда. Вероятно прототипът на легендарния поп и погребаният в гроба е богомилски старейшина.

## Галерия
- Снимки от село Жълтопоп (Червени попове) – януари 2017
- Табела от началото на село Жълтопоп или Червени Попове
- Гледка от село Жълтопоп или Червени Попове
- Гледка от село Жълтопоп или Червени Попове
- Гледка от село Жълтопоп или Червени Попове
- Гледка от село Жълтопоп или Червени Попове
- Гледка от село Жълтопоп или Червени Попове
- Гледка от село Жълтопоп или Червени Попове